# 코마롬에스테르곰주

코마롬에스테르곰 주의 위치

코마롬에스테르곰주(헝가리어: Komárom-Esztergom megye)는 헝가리 북부에 위치한 주로 주도는 터터바녀이며 면적은 2,265km2, 인구는 319,000명, 인구 밀도는 140명/km2이다. 2개 도시주(터터바녀, 에스테르곰)와 6개 구(에스테르곰구, 키슈베르구, 코마롬구, 오로슬라니구, 터터바녀구, 터터구), 10개 시, 64개 마을을 관할한다.
북쪽으로는 다뉴브강을 경계로 슬로바키아와 국경을 접하고 있고 서쪽으로는 죄르모숀쇼프론 주, 남서쪽으로는 베스프렘 주, 남쪽으로는 페예르 주, 동쪽으로는 페슈트 주와 접한다.

주기
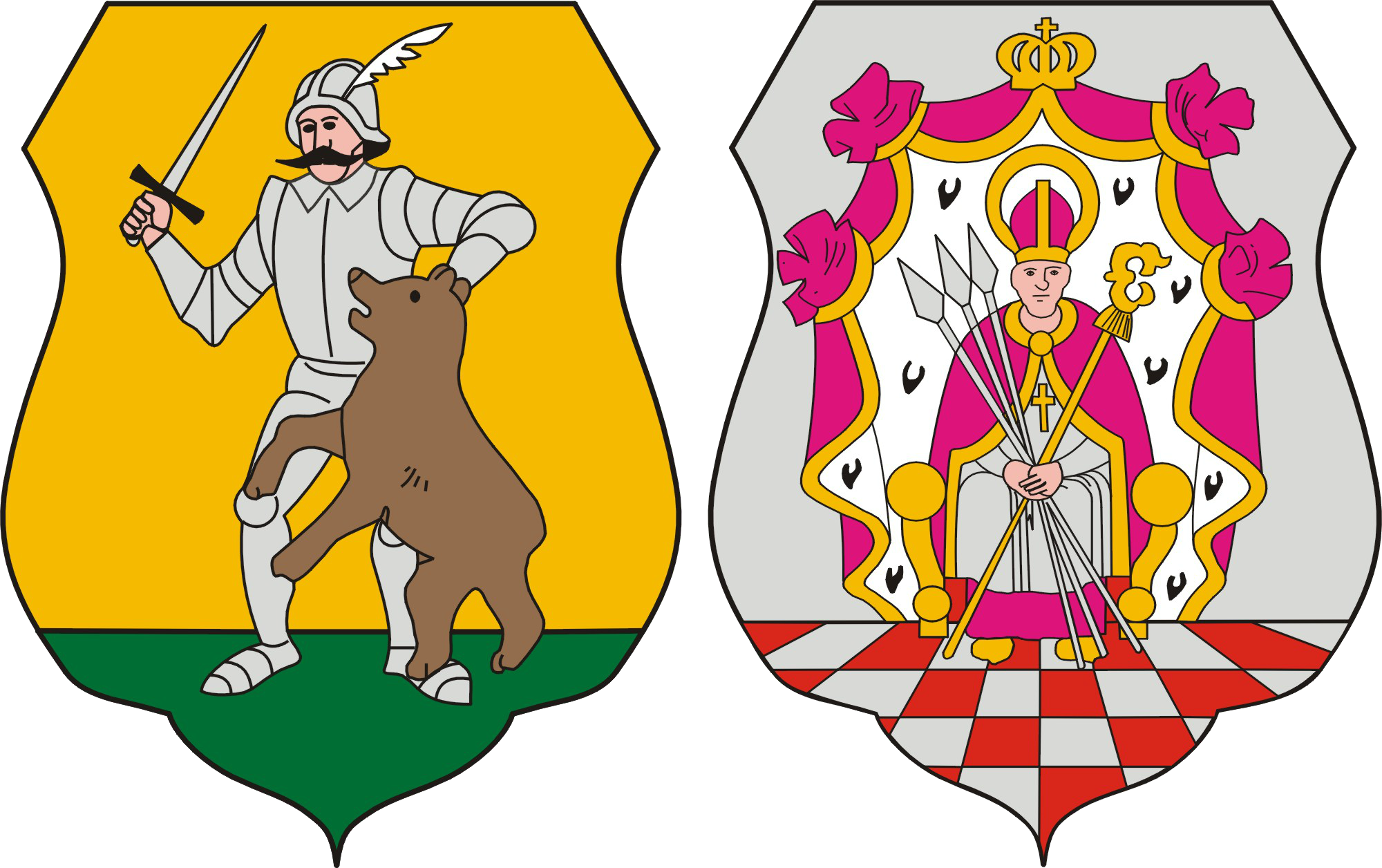
주 문장